# Zarzuela de Jadraque
Zarzuela de Jadraque – gmina w Hiszpanii, w prowincji Guadalajara, w Kastylii-La Mancha, o powierzchni 32,04 km². W 2011 roku gmina liczyła 40 mieszkańców.